# Bièvre (Beuvron)
Die Bièvre ist ein Fluss in Frankreich, der im Département Loir-et-Cher in der Region Centre-Val de Loire verläuft. Sie entspringt im Gemeindegebiet von Contres, entwässert generell Richtung West bis Nordwest und mündet nach rund 24 Kilometern gegenüber von Les Montils, an der Gemeindegrenze von Monthou-sur-Bièvre und Ouchamps, als linker Nebenfluss in den Beuvron.

## Orte am Fluss
(Reihenfolge in Fließrichtung)
- Contres
- Fresnes
- Fougères-sur-Bièvre
- Ouchamps
- Monthou-sur-Bièvre

## Sehenswürdigkeiten
Entlang des Flusses befinden sich mehrere Schlösser. Besonders hervorzuheben sind:
- Château Roujoux, Schloss aus dem 17. Jahrhundert, im Gemeindegebiet von Fresnes – Monument historique[4]
- Château de Fougères, Schloss mit Teilen aus dem 11. Jahrhundert, im Gemeindegebiet von Fougères-sur-Bièvre – Monument historique[5]